# ディルク・ハルス
ディルク・ハルス（Dirck Hals、1591年3月19日 - 1656年5月17日）はオランダの画家である。集団肖像画や風俗画を描いた。よく知られた肖像画家のフランス・ハルスの弟である。

## 略歴
ハールレムで生まれた。父親はメヘレン出身で帆作りの仕事をしていて、母親はアントウェルペン出身の女性だった。父親はアントウェルペンで働いていて、2人の兄もアントウェルペンで生まれたが、八十年戦争の中、1585年にパルマ公アレッサンドロ・ファルネーゼの軍勢が、アントウェルペンを占領した後に、他の多くの市民と同じようにアントウェルペンを離れ、ハルスの家族はハールレムに移った。兄のフランス・ハルス(1581/1585-1666)は肖像画家として有名で、次兄のヨースト・ハルス(Joost Hals: 1584–1626)も画家であったとされる、兄は1610年にハールレムの聖ルカ組合のメンバーになっていて、兄から絵を学んだ。当時ハールレムの聖ルカ組合の会員だった、エサイアス・ファン・デ・フェルデ(1587-1630)やウィレム・バイテウェッヘ(1591/1592-1624)の風俗画作品から影響を受けた。
ディルク・ハルスは兄が1615年から隊員であった民兵団に1618年から1624年まで所属し、1618年から1624年の間、文化協会「De Wijngaertranken」の会員であった。1627年に聖ルカ組合に加入した。1640年代に短期間ライデンに住んだ以外はハールレムで活動した。
オランダ語で「geselschapje」や「vrolijk gezelschap（英訳するとMerry company）」と呼ばれる宴会で楽しむ富裕な階層の人々を描く絵画のジャンルの作品や集団肖像画を描いた。
1620年か1621年に結婚し、息子のアントニー・ハルス(Anthonie Hals: 1621-1691)は画家になった。

## 作品

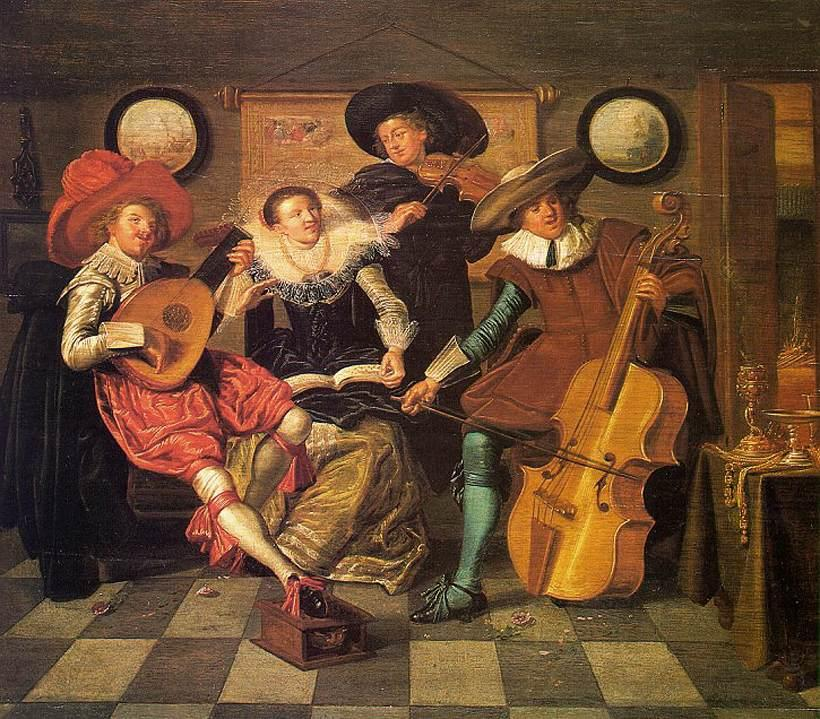
『ホーム・コンサート』 (1623年) エルミタージュ美術館蔵
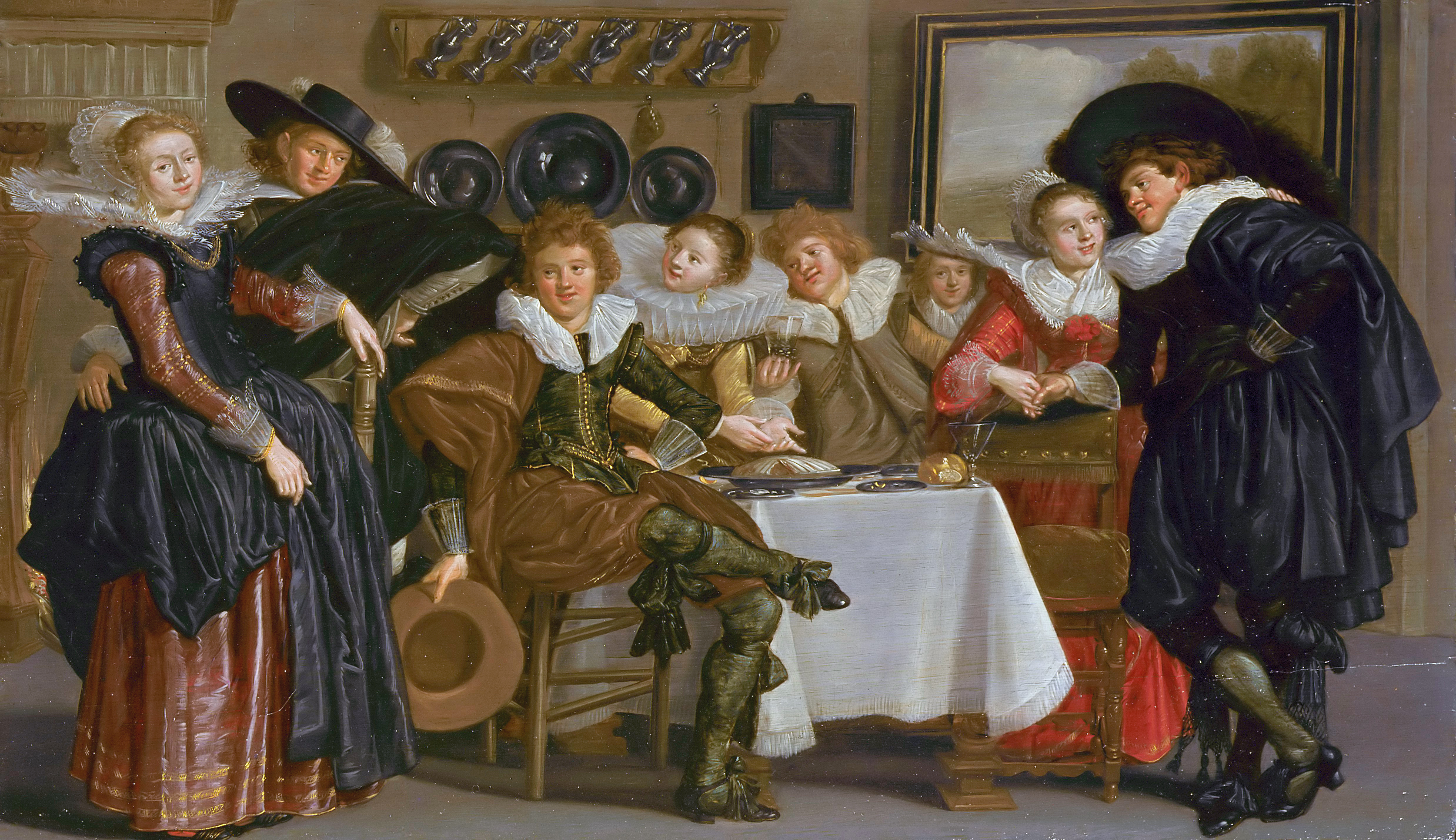
"Merry company" (1635) マウリッツハイス美術館 蔵
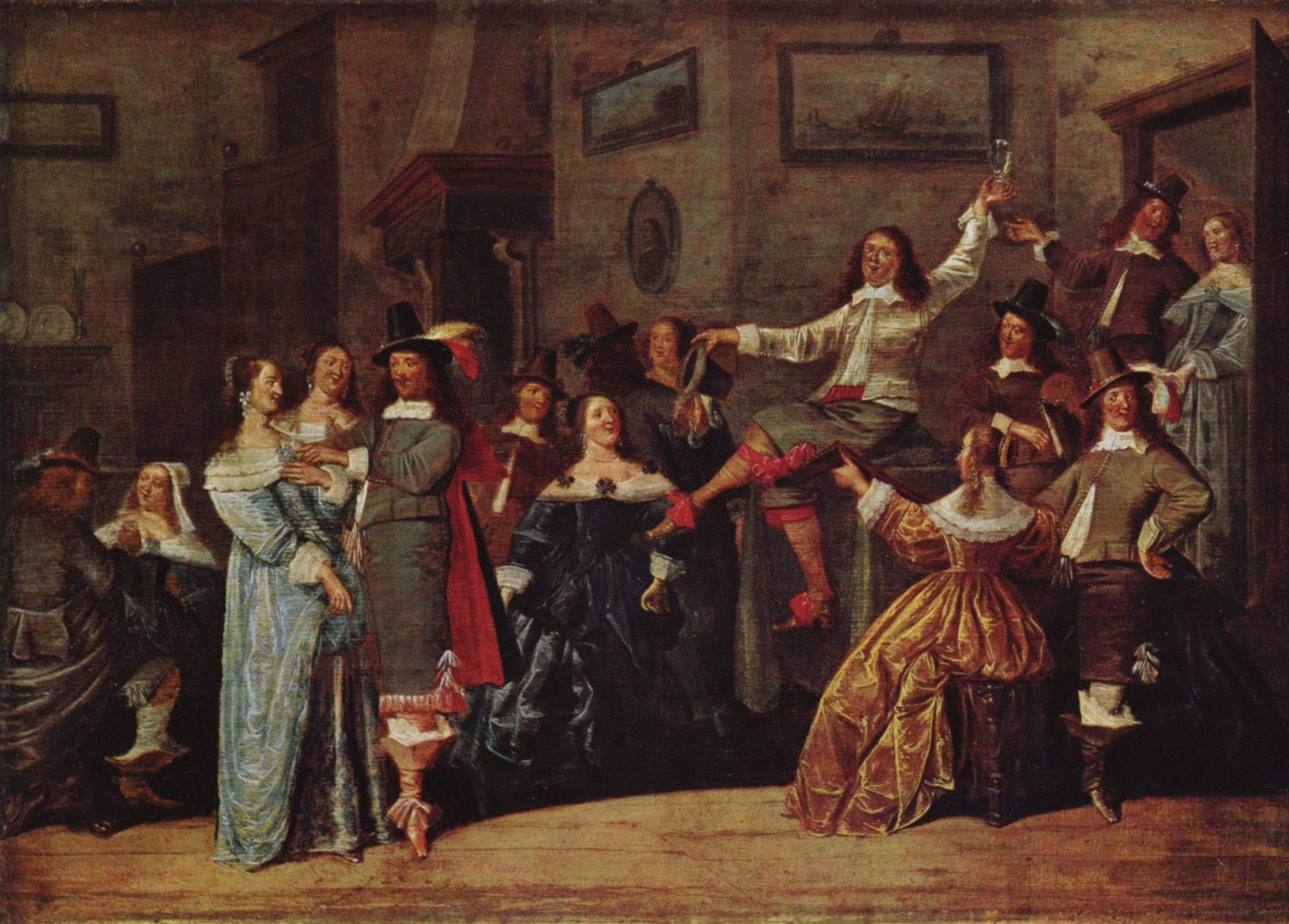
"Merry company" (1640) ブダペスト国立西洋美術館 蔵
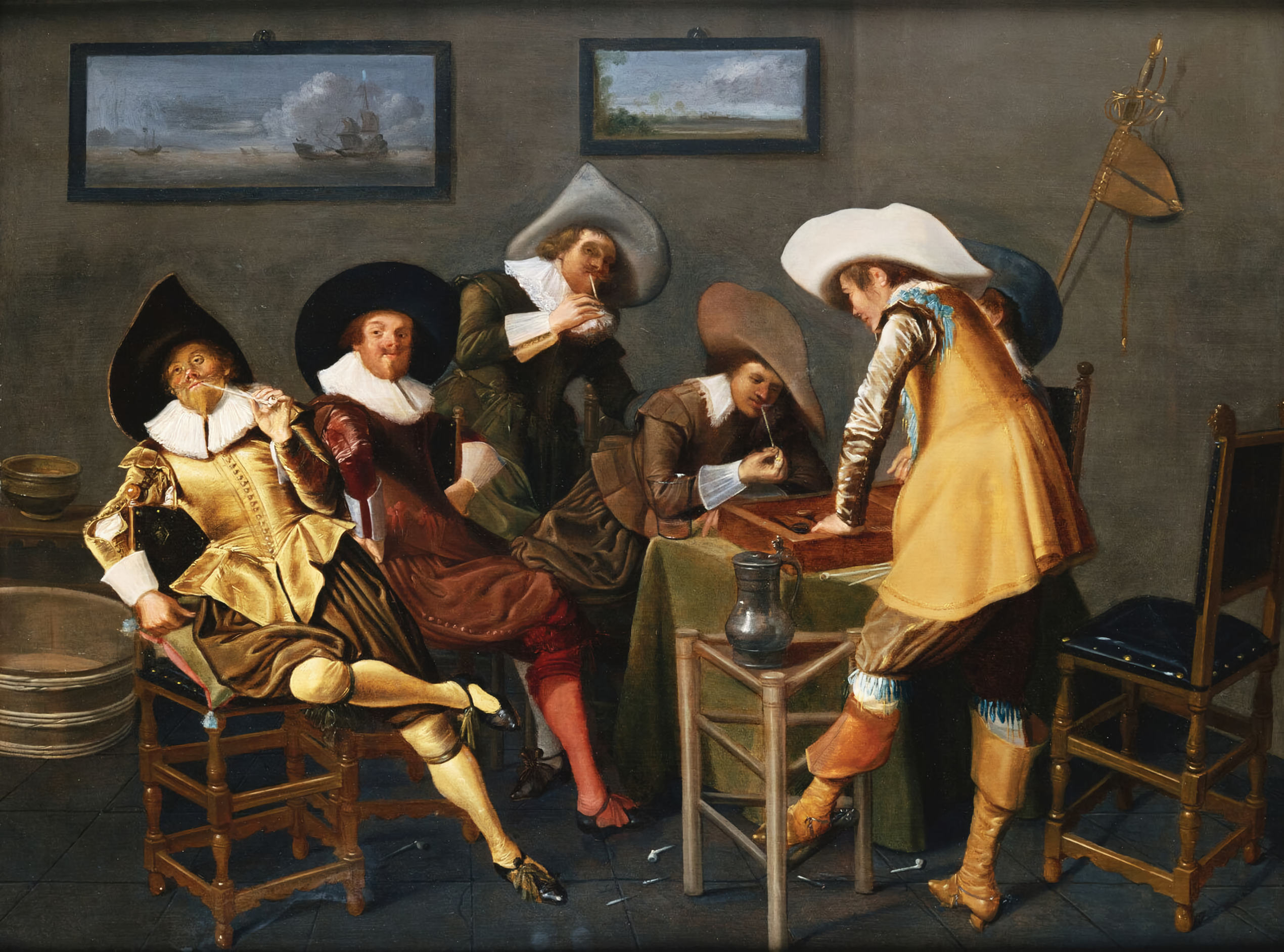
タバコを吸いながらバックギャモンに興じる男たち
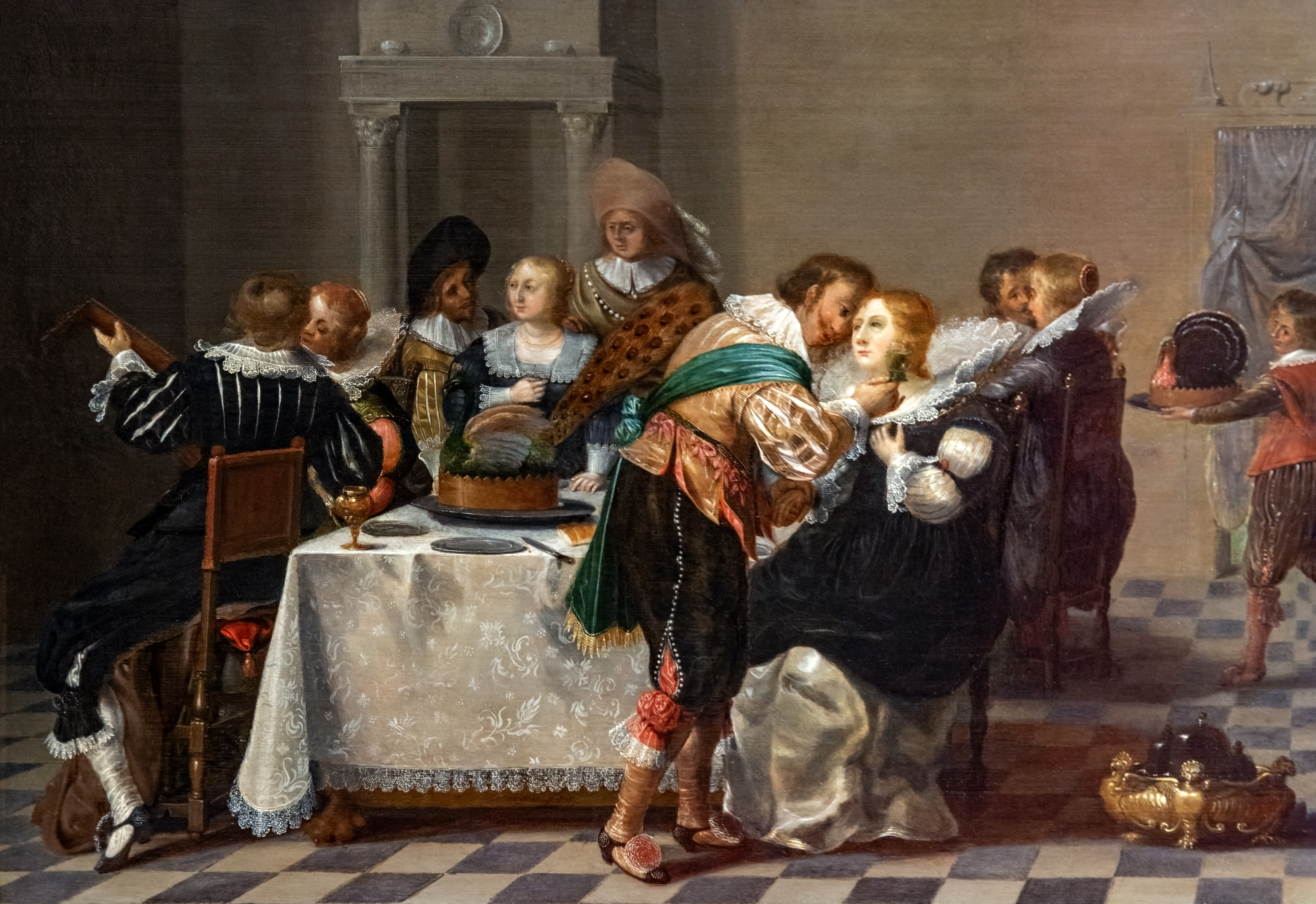
"Fête galante" カルカソンヌ美術館 蔵
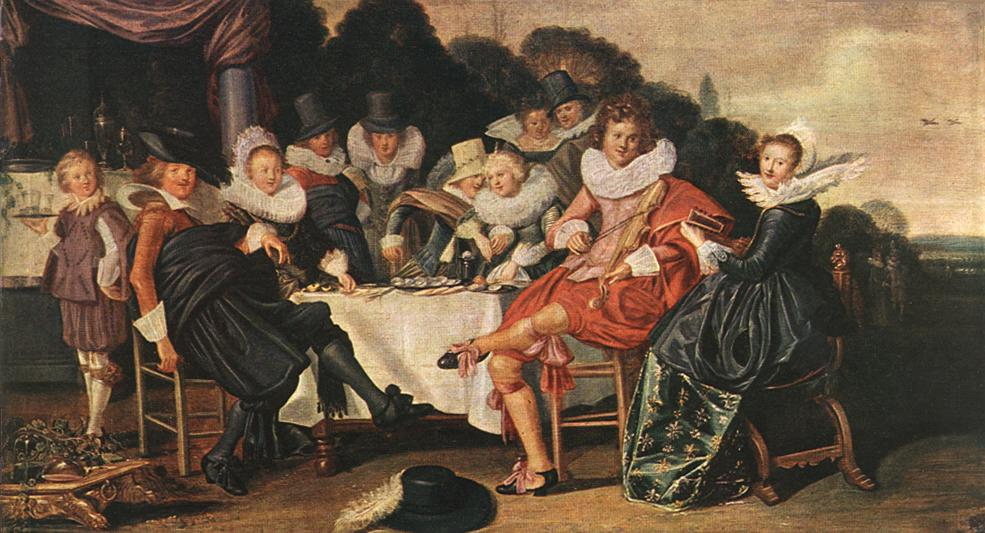
野外パーティー (1621) ブダペスト国立西洋美術館 蔵
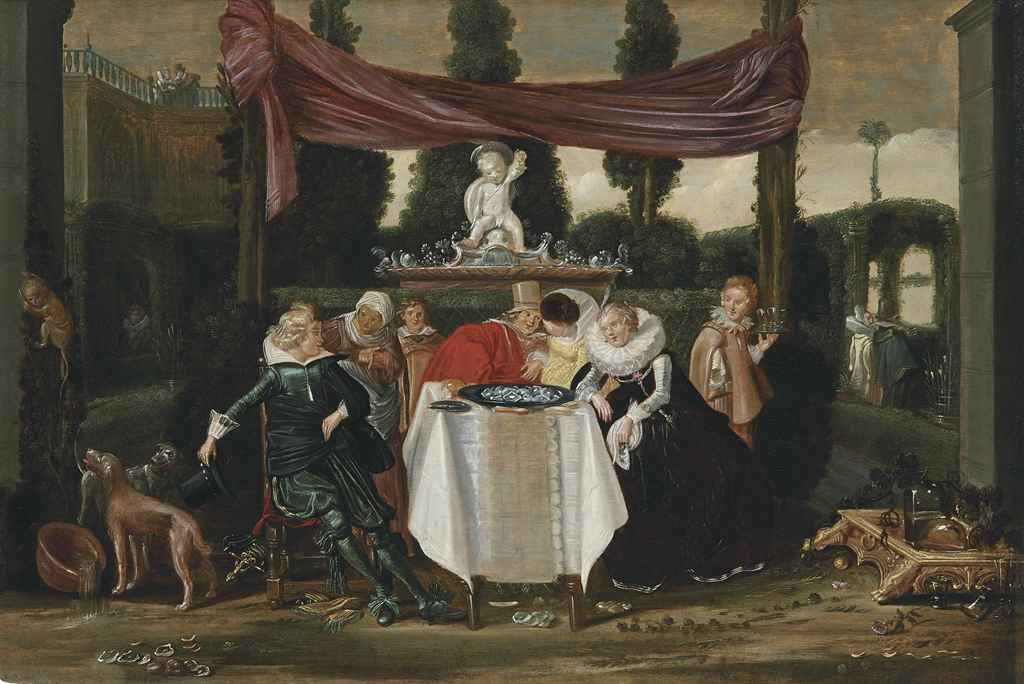
テラスでの宴会